# Catantops ituriensis
Catantops ituriensis är en insektsart som beskrevs av Rehn, J.A.G. 1914. Catantops ituriensis ingår i släktet Catantops och familjen gräshoppor. Inga underarter finns listade i Catalogue of Life.